# Woody Woodpecker
Woody Woodpecker – postać dzięcioła z kreskówek wytwórni Universal Studios stworzona w 1940 roku przez Bena „Bugs” Hardawaya.
Pierwowzorem Woody’ego Woodpeckera był dzięciur krasnogłowy.
Postaci Woody’ego Woodpeckera głosu użyczali:
- 1940–1941: Mel Blanc
- 1944–1949: Ben „Bugs” Hardaway

Do przyjaciół dzięcioła Woody’ego należą Andy Panda, mors Wally, pingwinek Chilly Willy, siostrzeńcy Knothead i Splinter, myszołów Buzz i inne postaci z kreskówek Waltera Lantza.
Woody Woodpecker wystąpił gościnnie w filmie Kto wrobił królika Rogera? (1988), gdzie wraz z innymi postaciami z kreskówek pojawił się w fikcyjnej fabryce ACME.
W Polsce seria animowanych krótkometrażówek Woody Woodpecker emitowana była przez RTL 7 w paśmie Odjazdowe kreskówki z angielskim dubbingiem i polskim lektorem, którym był Henryk Pijanowski. W późniejszym czasie serial można było nabyć na płytach VCD. W latach 1999–2002 powstał serial animowany Dzięciołek Woody – nowe przygody.
W 2001 roku została wydana gra, przeznaczona na komputery PC, na podstawie kreskówki pod tym samym tytułem.
W 2018 roku studio Universal Studios stworzyło pełnometrażowy film animowano-fabularny na podstawie kreskówki pod eponimicznym tytułem, a rok później na YouTube pojawił się nowy serial animowany o przygodach dzięcioła Woody'ego i jego przyjaciół.

## W innych językach
| Język       | Imię                                                    |
| ----------- | ------------------------------------------------------- |
| angielski   | Woody Woodpecker                                        |
| serbski     | Pera detlič                                             |
| czeski      | Datel Woody                                             |
| portugalski | Pica-Pau                                                |
| włoski      | Picchiarello                                            |
| duński      | Søren Spætte                                            |
| bułgarski   | Уди Кълвача (Udi Kyłwacza)                              |
| hiszpański  | Pájaro Loco                                             |
| hebrajski   | וודי הנקר                                               |
| japoński    | ウッディー・ウッドペッカー (Uddii Uddopekka)            |
| norweski    | Hakke Hakkespett                                        |
| rosyjski    | Вуди Вудпекер (Wudi Wudpeker), Дятел Вуди (Dyatel Wudi) |
| fiński      | Nakke Nakuttaja                                         |
| szwedzki    | Hacke Hackspett                                         |
| arabski     | وودي نقار الخشب                                         |
| perski      | دارکوب زبله                                             |